# Коломейцев, Николай Васильевич
Никола́й Васи́льевич Коломе́йцев (род. 1 сентября 1956, Проциков, Весёловский район, Ростовская область, СССР) — российский политический деятель. Депутат Государственной Думы II—III созывов (1997—2003) и V—VIII созывов (с 2007) от фракции КПРФ, первый заместитель председателя фракции с 7 октября 2021 года.
Первый секретарь Ростовского обкома, член Президиума ЦК КПРФ с 30 ноября 2008 года. Секретарь Центрального комитета КПРФ в 2014—2017 гг.
Из-за вторжения России на Украину, находится под международными санкциями Евросоюза, США, Великобритании и ряда других стран

## Биография
Родился 1 сентября 1956 года в хуторе Проциков Весёловского района Ростовской области.
После школы поступил в Сальский сельскохозяйственный техникум (ССХК) в городе Сальск Ростовской области.
После окончания техникума был призван на срочную службу в Советскую армию. Служил в Прикарпатском военном округе.
С 1977 года работал на комбайностроительном заводе «Ростсельмаш»: слесарем-испытателем, инженером-технологом, мастером, механиком, зам. начальника цеха, начальником цеха. Был инструктором промышленно-транспортного, социально-экономического отделов Ростовского горкома КПСС. Работал начальником производства в НПО «Микротехника».
Поступил в Ростовский институт сельскохозяйственного машиностроения, где учился заочно. В 1984 году окончил институт по специальности «инженер-механик»

### Законодательное собрание Ростовской области
После принятия 12 декабря 1993 года новой конституции России начался процесс формирования новой структуры государственного управления в России, в том числе и на региональном уровне. Ростовский областной совет народных депутатов объявил о своём самороспуске. Выборы в Законодательное собрание Ростовской области были назначены на 27 марта 1994 года. Депутаты избирались по 45 одномандатным избирательным округам сроком на 4 года. Николай Коломейцев, на тот момент зам. начальника цеха АО «Ростсельмаш» г. Ростов-на-дону баллотировался от партии КПРФ. Избран по Первомайский № 1 городской избирательный округ № 41. В заксобрание 1 созыва также от КПРФ был избран его однофамилец Виктор Коломейцев.
В середине 1990-х годов занял должность первого секретаря Ростовского городского комитета (горкома) КПРФ.
На состоявшихся 17 декабря 1995 года выборах в Государственную думу 2 созыва баллотировался от КПРФ. Избран не был.
В 1996 году окончил Академию народного хозяйства при правительстве Российской Федерации по специальности «менеджер-экономист».

### Государственная дума
2 созыв (1997—1999)
1 июня 1997 года состоялись дополнительные выборы в Госдуму по Пролетарскому одномандатному округу № 145 (Ростовская область). Николай Коломейцев вновь был вдвинут от КПРФ. На выборах набрал 37,57 % голосов избирателей, а его ближайший соперник — Геннадий Меликьян, бывший министр труда и социального развития РФ, выдвинутый проправительственным движением «Наш дом — Россия» — 20,77 %. В итоге в июне 1997 года Коломейцев был избран депутатом. В Госдуме занял место депутата от Партии российского единства и согласия Сергея Шахрая, который отказался в январе 1997 года от мандата, в связи с переходом на работу в Администрацию президента РФ.
В сентябре 1997 года вошёл в состав комитета Госдумы по промышленности, строительству, транспорту и энергетике. С 1998 года — заместитель председателя комитета по регламенту и организации работы Госдумы.
3 созыв (1999—2003)
На состоявшихся 19 декабря 1999 года выборах в Государственную думу 3 созыва, которые проводились по смешанной системе, вновь баллотировался от КПРФ в том же 145-м Пролетарском одномандатном избирательном округе Ростовской области и по списку КПРФ, где был четвертым номером в Кубанско-Донской региональной группе (республики Адыгея, Ингушетия, Чечня; Краснодарский край; Ростовская область). В Пролетарском округе получил большинство голосов и был избран депутатом.
В Госдуме входил во фракцию КПРФ, также был заместителем председателя комитета по регламенту и организации работы Государственной думы.
В декабре 2000 года баллотировался от КПРФ на пост мэра Ростова-на-Дону, занял второе место после действующего мэра М. А. Чернышёва.

### 2003—2007
На состоявшихся 7 декабря 2003 года выборах в Государственную думу 4 созыва вновь баллотировался от КПРФ в том же 145-м Пролетарском одномандатном избирательном округе Ростовской области. Получил 85088 голосов и занял второе место, уступив кандидату от «Единой России» Зое Степановой, управляющей делами Администрации Ростовской области, жене М. А. Чернышёва, З. М. Степановой. Она получила 88589 голосов, на 3000 больше чем Коломейцев. После подведения итогов обращался в суд с иском об отмене результатов выборов из-за имевшей место, по его мнению, фальсификации их результатов. Однако судом выборы были признаны соответствующими требованиям избирательного законодательства.
В декабре 2004 года Коломейцев вновь баллотировался на пост мэра Ростова-на-Дону и снова занял второе место после действующего мэра М. А. Чернышёва.

### Государственная дума
5 созыв (2007—2011)
В сентябре 2007 года был выдвинут в составе списка КПРФ на выборах в Госдуму 5 созыва. Выборы проходили по пропорциональной избирательной системе. На состоявшихся 4 декабря 2011 года выборах КПРФ получила 11,57 % голосов и 57 мандатов, один из которых был передан Коломейцеву. В Госдуме был членом Комитета ГД по труду и социальной политике.
С 30 ноября 2008 года член Президиума ЦК КПРФ.
6 созыв (2011—2016)
4 декабря 2011 года на выборах в Госдуму 6 созыва вновь был избран депутатом по списку КПРФ.
С 12 апреля 2014 по 27 мая 2017 секретарь Центрального комитета КПРФ.
5 августа 2015 года был зарегистрирован кандидатом в губернаторы Ростовской области. На выборах проиграл действующему губернатору, набрав 11,67 % голосов избирателей.
7 созыв (2016—2021)
В сентябре 2016 года на выборах в Государственную думу 7 созыва избран депутатом по партийному списку КПРФ (№ 1 в региональной группе № 33, Ростовская область). Также баллотировался по Таганрогскому одномандатному округу № 151, где набрал 20,97% и уступил единороссу Юрию Кобзеву (46,70%).
В Госдуме — первый заместитель председателя думского комитета по труду, социальной политике и делам ветеранов. Первый заместитель лидера фракции КПРФ Геннадия Зюганова.
8 созыв (2021—2026)
Летом 2021 года на выборах в Государственную думу 8 созыва был выдвинут в составе списка КПРФ по федеральному округу. Шёл под десятым номером в общефедеральной части списка кандидатов, однако после исключения из нее Павла Грудинина фактически занял девятое место в общей части списка. На состоявшихся 19 сентября 2021 года КПРФ по списку получила 48 мандатов, один из которых достался Коломейцеву.
В Госдуме — первый заместитель руководителя фракции КПРФ Геннадия Зюганова. С 12 октября 2021 года — первый заместитель председателя комитета Госдумы по труду, социальной политике и делам ветеранов. Член редколлегии газеты «Советская Россия».
11 марта 2022 года США ввели санкции против 12 депутатов Госдумы, которые были задействованы в признании независимости ЛНР и ДНР, среди них — Коломейцев. 15 марта аналогичные санкции ввела Япония.

## Санкции
23 февраля 2022 года, на фоне вторжения России на Украину, включён в санкционный список Евросоюза, так как «поддерживал и проводил действия и политику, которые подрывают территориальную целостность, суверенитет и независимость Украины, которые еще больше дестабилизируют Украину».
Позднее, по аналогичным основаниям, включён в санкционные списки США, Великобритании, Канады, Швейцарии, Австралии, Японии, Украины и Новой Зеландии.

## Законотворческая деятельность
С 1995 по 2019 год, в течение исполнения полномочий депутата Государственной Думы II, III, V, VI и VII созывов, выступил соавтором 192 законодательных инициатив и поправок к проектам федеральных законов.

## Награды
- Благодарность Президента Российской Федерации (12 июня 2013 года) — за большой вклад в развитие российского парламентаризма и активную законотворческую деятельность[11].
- Благодарность Правительства Российской Федерации (20 июля 2019 года) — за большой вклад в развитие российского парламентаризма и активную законотворческую деятельность[12].